# Isaac Briggs
Isaac Briggs (1763–5. Januar 1825) war ein amerikanischer Ingenieur, Landvermesser und Fabrikant. Er verbrachte einen Großteil seines Erwachsenenlebens mit seiner Familie in Brookeville, Maryland.

## Frühes Leben
Isaac Briggs wurde 1763 in Haverford, Pennsylvania, als Sohn der Quäker Samuel und Mary Briggs geboren. Er studierte am College of Pennsylvania (heute University of Pennsylvania), wo er 1783 einen Bachelor of Arts und 1786 einen Master of Arts in Ingenieurwesen abschloss.

## Persönliches Leben
Nach seinem Abschluss reiste Briggs und zog nach Georgia und Georgetown, Washington, D.C. Er heiratete Hannah Brooke am 27. August 1794 und ließ sich in der Nähe von Brookeville im Montgomery County, Maryland, in ihrem Haus Sharon nieder, einem 245 Acres (99 ha) großen Anwesen, das Hannah geerbt hatte von Vater, Roger Brooke IV. Zusammen hatten sie acht Kinder, darunter Margaret, die William Henry Farquhar heiratete.
Darüber hinaus war Briggs ein gläubiger Quäker und Mitglied der American Philosophical Society. Er war sowohl mit Thomas Jefferson als auch mit James Madison eng befreundet. Im Einklang mit seinem Glauben an die Quäker war Briggs ein begeisterter Abolitionist und besaß nie Sklaven. Er war Mitglied der Pennsylvania Society for Promoting the Abolition of Slavery sowie einer abolitonistischen Gesellschaft in Wilmington, Delaware, über die er sich aktiv für die Unterstützung freier schwarzer Mitglieder seiner Gemeinde einsetzte, die Gefahr liefen, entführt und in die Sklaverei zurückverkauft zu werden.

## Karriere
Am 1. Februar 1788 erteilte der georgische Gesetzgeber dem Augusta-Erfinder William Longstreet und seinem Mitarbeiter Isaac Briggs ein Patent für eine Dampfmaschine. Es ist das einzige vom Staat erteilte Patent, da dies vor der Verabschiedung der Bundesverfassung erfolgte. Im Jahr 1807 wurde ihr Motor verwendet, um ein Boot auf einer 5 Meilen langen Fahrt gegen die Strömung auf dem Savannah River anzutreiben. Nur wenige Tage zuvor war Robert Fulton mit seinem neuen Dampfschiff, der Clermont, von New York City den Hudson River hinauf nach Albany gesegelt.
Briggs war ein renommierter Landvermesser und Ingenieur. Von 1791 bis 1792 unterstützte er Andrew Ellicott bei der Vermessung der Grenzen des ursprünglichen District of Columbia (siehe Grenzmarkierungen des ursprünglichen District of Columbia). Im Jahr 1803 ernannte ihn Präsident Thomas Jefferson zum Generalvermesser des Mississippi-Territoriums. Im Jahr 1814 zog er nach Wilmington, Delaware, um als Superintendent von Thomas Little & Company, einer Textilfabrik, zu arbeiten. Im Jahr 1818 ernannte der Gouverneur von New York, DeWitt Clinton, Briggs zu einem der Chefingenieure des Erie-Kanals. Im Januar 1819 kehrte er nach Hause zurück und wurde im März 1819 von Thomas Moore zum Chefingenieur in Virginia am James River und Kanawha Canal ernannt. Nach Moores Tod im Jahr 1822 wurde er zum Chefingenieur befördert, vollendete jedoch keinen größeren Teil des Kanals.
Darüber hinaus widmete er sich der Entwicklung der heimischen Landwirtschaft und Produktion. Er war 1809 Mitbegründer des American Board of Agriculture und einer Baumwollspinnerei und Produktionsstadt in Triadelphia im Montgomery County, Maryland.

## Tod
Briggs wurde krank, als er am James River und Kanawha Canal in Virginia arbeitete. Er starb am 5. Januar 1825 zu Hause in Sharon in der Nähe von Brookeville.
| Personendaten    | Personendaten                                         |
| ---------------- | ----------------------------------------------------- |
| NAME             | Briggs, Isaac                                         |
| KURZBESCHREIBUNG | amerikanischer Ingenieur, Landvermesser und Fabrikant |
| GEBURTSDATUM     | 1763                                                  |
| STERBEDATUM      | 5. Januar 1825                                        |